# Intel 80188

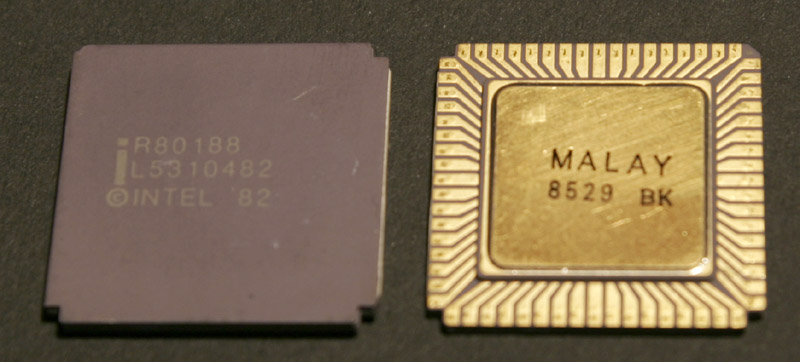
Procesor Intel 80188

Intel 80188 – wersja procesora Intel 80186 z 8-bitową zewnętrzną szyną danych, zamiast 16-bitowej, co czyniło go tańszym w połączeniu z mniej wymagającymi peryferiami. Był produkowany w latach 1980–1982, taktowany zegarem o częstotliwości 8-10 MHz, umieszczony na 68-stykowej podstawce.
Podobnie jak Intel 8086, układ 80188 zawierał cztery 16-bitowe rejestry główne, które mogły być również dostępne jako osiem rejestrów 8-bitowych. Ponadto procesor posiadał sześć dodatkowych 16-bitowych rejestrów pomocniczych.